# Ganoderma trengganuense
Ganoderma trengganuense är en svampart som beskrevs av Corner 1983. Ganoderma trengganuense ingår i släktet Ganoderma och familjen Ganodermataceae.   Inga underarter finns listade i Catalogue of Life.